# Samovar

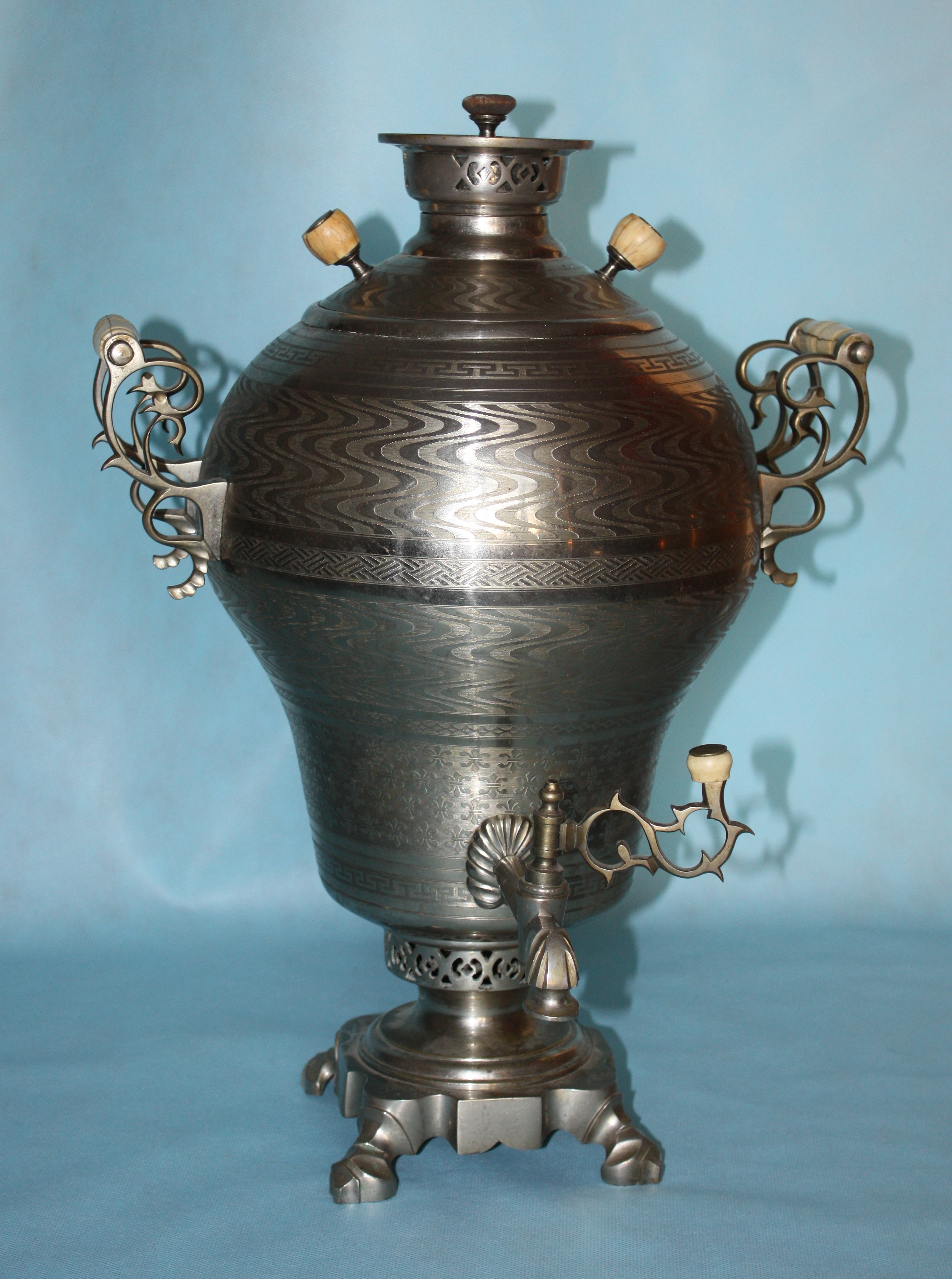
Bình samovar kiểu Nga

Samovar (tiếng Nga: самовар, IPA: [səmɐˈvar] ⓘ; nguyên văn: bình ủ) là một loại bình chứa nước truyền thống ở Nga. Bình làm bằng kim loại và có thể đun nóng hoặc trữ nước. Loại bình này cũng được người dân ở các vùng Đông Âu, Đông Nam Âu, Iran, Afghanistan, Kashmir, Trung Đông và Trung Âu sử dụng trong đời sống sinh hoạt hàng ngày.
Mặc dù theo truyền thống được làm nóng bằng than đá hoặc than củi, nhiều samovar mới hơn sử dụng điện để đun nóng nước theo cách tương tự như nồi hơi nước điện. Samovar cổ thường được đánh giá cao do độ sắc sảo của chúng.
Samovar được làm từ những chất liệu khác nhau: đồng, sắt, bạc và được đặt trên đế cũng bằng đồng hoặc sắt. Hoa văn trang trí bên ngoài thể hiện những trào lưu phong cách nghệ thuật khác nhau đồng thời thể hiện những xu hướng chung trong thị hiếu nghệ thuật của các thời kỳ khác nhau.
Samovar được sử dụng phổ biến ở mỗi gia đình Nga và người phụ nữ trong gia đình thường là người rót trà tiếp khách. Nhiều gia đình có hai loại ấm samovar, một loại trơn không trang trí cầu kỳ được dùng hàng ngày; loại kia thường được dùng trong các lễ hội hoặc các buổi tiệc.
Chiếc ấm samovar ở Nga đầu tiên được làm ở Tula. Sau đó, Tula trở nên nổi tiếng với tư cách là trung tâm sản xuất ấm samovar (cùng các đồ sản xuất về đạn dược cũng như đồ kim loại khác). Đến năm 1900, có khoảng 40 nhà máy sản xuất ấm samovar ở Tula với sức sản xuất hàng nǎm lên tới 630.000 chiếc. Chỉ riêng nhà máy Batashev, một trong những nhà máy nổi tiếng nhất, đã sản xuất 110.000 ấm Samovar mỗi năm.

## Lịch sử

### Nga

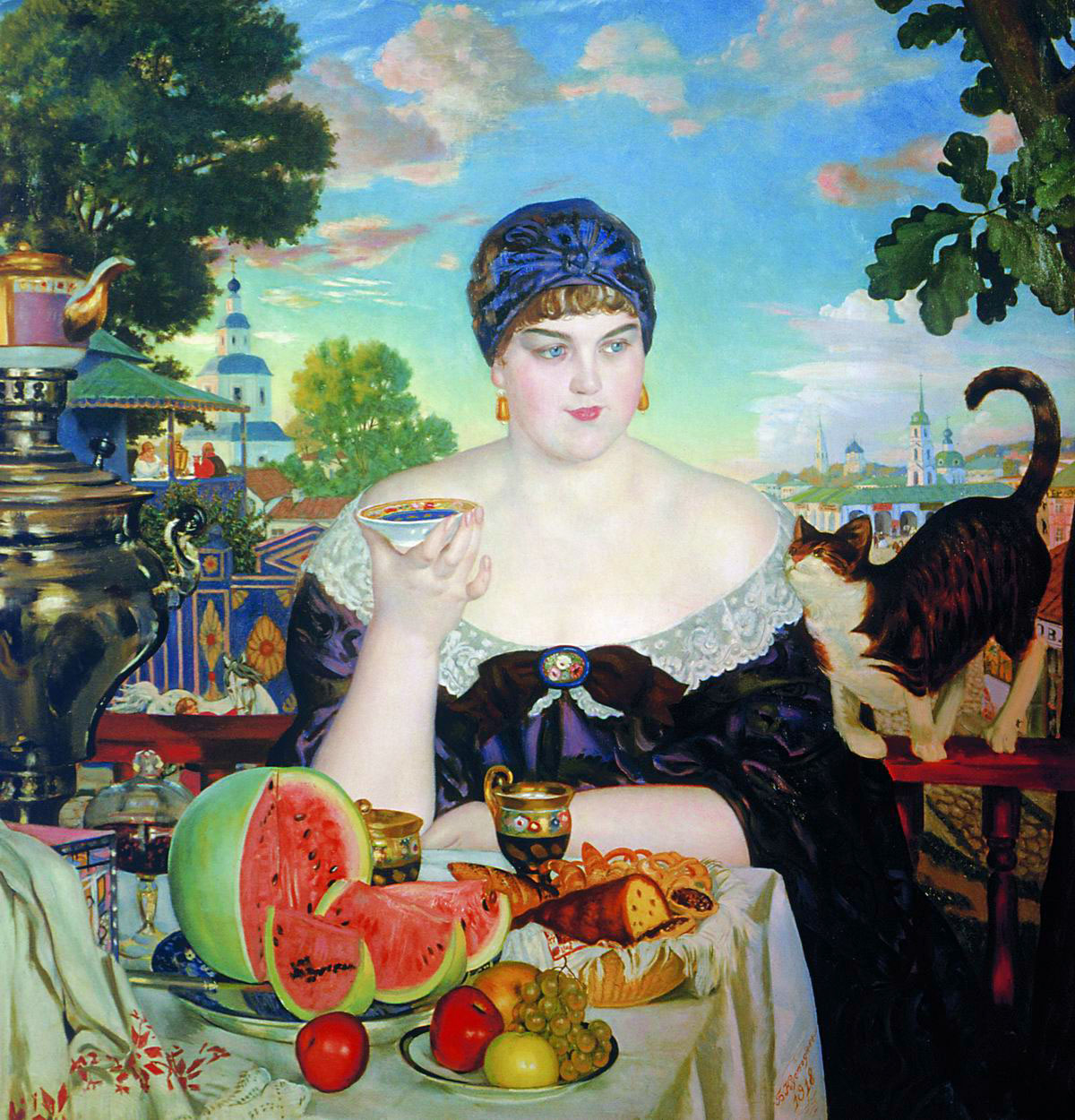
Vợ nhà buôn bởi Boris Kustodiev, biểu diễn văn hóa trà Nga

Các nhà sản xuất samovar được ghi chép lịch sử đầu tiên ở Nga là anh em nhà Lisitsyn, Ivan Fyodorovich và Nazar Fyodorovich. Từ thời thơ ấu của họ, họ đã làm nghề chế tác kim loại tại nhà máy đồng của cha mình, Fyodor Ivanovich Lisitsyn. Năm 1778, họ đã chế tạo một chiếc samovar và cùng năm đó Nazar Lisitsyn đã đăng ký nhà máy sản xuất samovar đầu tiên ở Nga. Họ có thể không phải là nhà phát minh ra samovar, nhưng họ là những nhà sản xuất samovar được ghi chép đầu tiên, và thiết kế samovar khác nhau và đẹp của họ trở nên rất có ảnh hưởng trong suốt quá trình tạo mẫu samovar sau này. Những nhà sản xuất ban đầu này và những nhà sản xuất ban đầu khác sống ở Tula, một thành phố nổi tiếng với những thợ chế tạo kim loại và các nhà sản xuất vũ khí. Kể từ thế kỷ XVIII, Tula cũng là trung tâm chính của sản xuất samovar của Nga, với samovar của tulyky là thương hiệu của thành phố. Thành ngữ tiếng Nga "mang samovar đến Tula" (tiếng Nga: Ездить в Тулу со своим самоваром, chuyển tự Latin: yézdit' v Túlu so svoim samovárom) mang ý nghĩa tương đương với "chở củi về rừng" trong tiếng Việt hay "đem than về Newcastle" (carrying coal to Newcastle) trong tiếng Anh. Bởi các samovar thế kỷ XIX đã là một tính năng phổ biến của văn hóa trà Nga. Chúng được sản xuất với số lượng lớn và xuất khẩu sang Trung Á và các khu vực khác.

### Iran

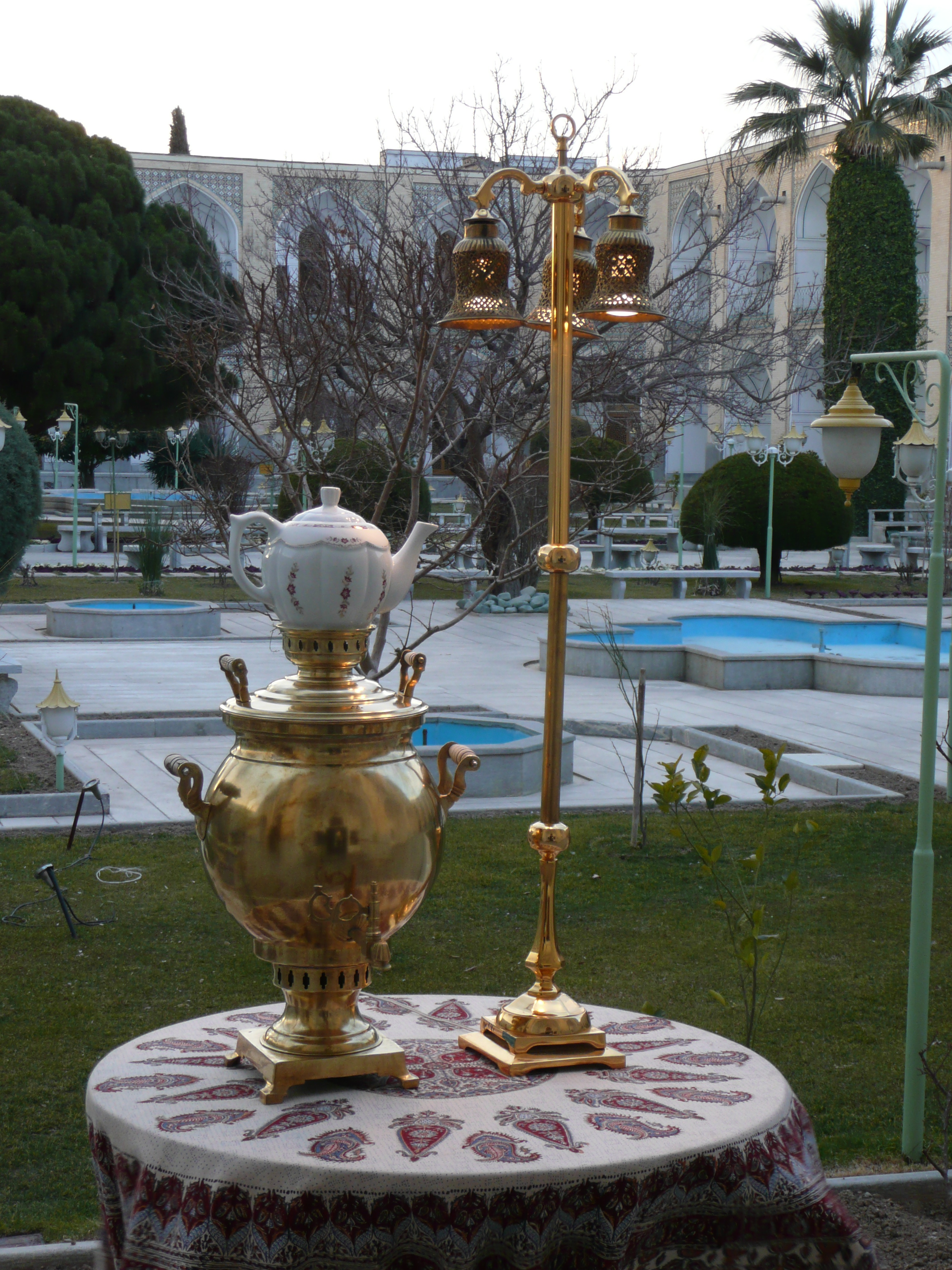
Samovar ở Isfahan, Iran

Văn hóa samovar có một vị trí tương tự ở Iran và được duy trì bởi những người nước ngoài trên khắp thế giới. Ở Iran, samovar đã được sử dụng ít nhất hai thế kỷ (khoảng từ thời đại liên lạc chính trị và dân tộc giữa Nga và Iran bắt đầu), và các loại samovars điện, đốt dầu hoặc khí đốt tự nhiên vẫn còn phổ biến. Samovar được phát âm là samăvar trong tiếng Ba Tư. Các nghệ nhân Iran đã sử dụng các họa tiết nghệ thuật Ba Tư trong quá trình sản xuất samovar của họ. Thành phố Borujerd của Iran đã là trung tâm chính của sản xuất samovar và một vài hội thảo vẫn sản xuất các loại samovar làm bằng tay. Các samovar của Borujerd thường được làm bằng bạc Đức, phù hợp với phong cách nghệ thuật Varsho-Sazi nổi tiếng. Các samovar nghệ thuật của Borujerd thường được trưng bày trong các bảo tàng Iran và phương Tây như minh họa của nghệ thuật và thủ công mỹ nghệ Iran.

### Ấn Độ (Kashmir)
Một samovar (tiếng Kashmir: samavar) là một ấm Kashmir truyền thống được sử dụng để pha, đun sôi và phục vụ trà muối Kashmiri (Noon Chai) và kahwa. Các samken Kashmir được làm bằng đồng với các họa tiết thư pháp khắc nổi hoặc nổi. Thực tế ở Kashmir, có hai biến thể của samovar. Đồng samovar được người Hồi giáo sử dụng và Brass được sử dụng bởi người Hindu địa phương gọi là Kashmiri Pandit. Các đồng Samovar được mạ niken bên trong. Bên trong một samovar có một thùng chứa lửa trong đó than và than sống được đặt. Xung quanh bình chứa lửa có một không gian để đun sôi nước. Lá trà, đường, bạch đậu khấu và quế được đưa vào trong nước.

## Hình ảnh

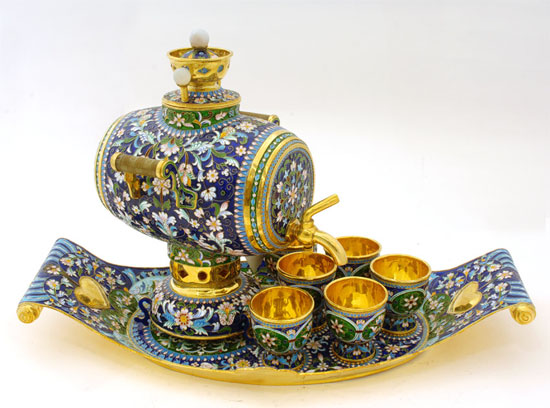
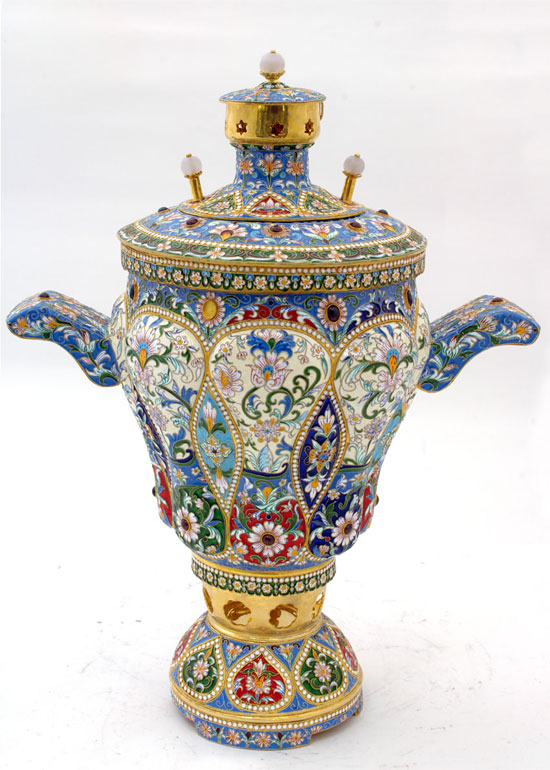
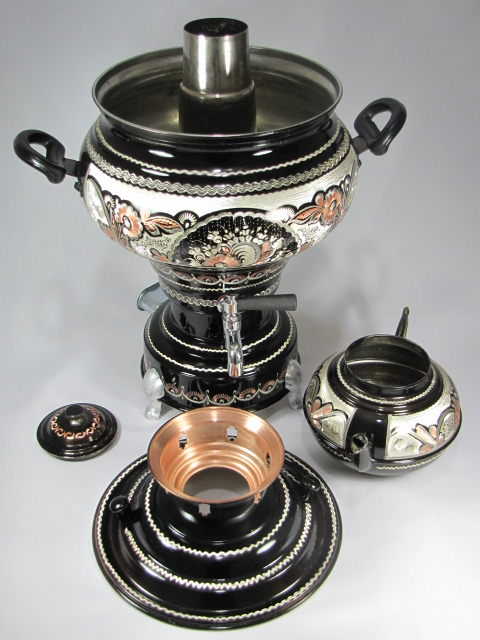
Samovar kiểu Thổ Nhĩ Kỳ
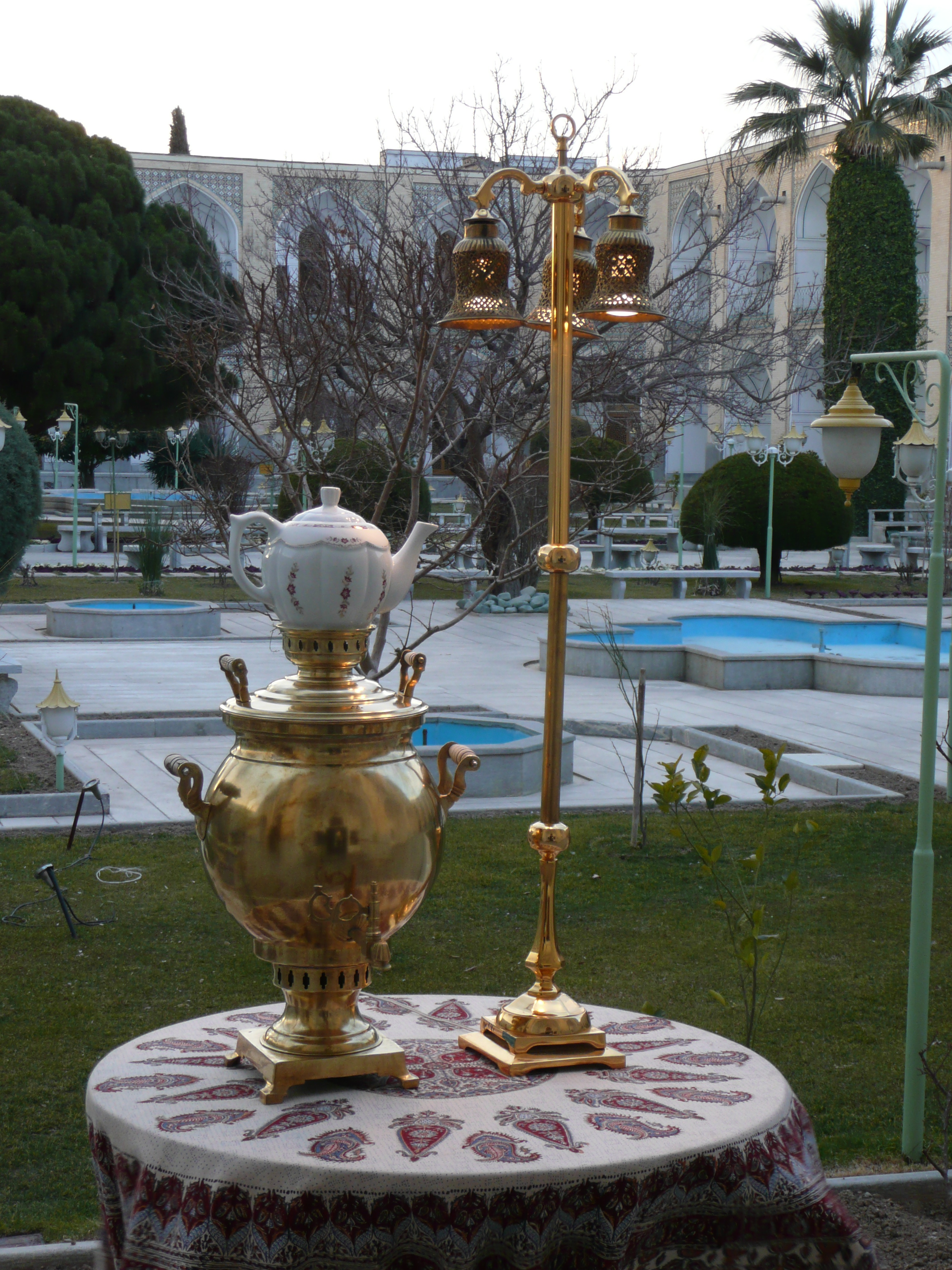
Samovar Iran

### Tìm hiểu thêm
- Văn hóa trà Nga
- Israfil, Nabi (1990), Samovars: The Art of the Russian Metal Workers, Fil Caravan, ISBN 0-9629138-0-4.